# Phyxium loriai
Phyxium loriai är en skalbaggsart som beskrevs av Stefan von Breuning 1943. Phyxium loriai ingår i släktet Phyxium och familjen långhorningar. Inga underarter finns listade i Catalogue of Life.